# Instrumentalisme
L'instrumentalisme és una doctrina filosòfica segons la qual les idees i les teories a la ciència no posseeixen un valor absolut, sinó que aquest depèn de la seva habilitat en fer prediccions útils i verificables, i que no té la "veritat" com a objectiu, sinó les necessitats i proposicions o reptes als quals s'enfronten els humans, els quals proposa resoldre per mitjà de l'acció.
Així, per als instrumentalistes, la filosofia ha de ser un instrument que permeti a les persones adaptar-se millor al món o transformar-lo.
L'instrumentalisme (també conegut com a "pragmatisme") se centra en el desenvolupament actiu de l'individu en el seu entorn, és a dir, la realització del "jo" per la participació en l'acció col·lectiva. Segons John Dewey, l'ésser humà viu un procés d'interacció amb el seu entorn: en primer lloc en presentar-se una situació problemàtica es recerquen dades i paràmetres per finalitzar amb una fase d'elaboració reflexiva de les solucions i de proves per trobar la solució que convingui. Aquesta metodologia es troba en alguns corrents pedagògics i de presa de decisions.